# 4-氨基水杨酸
 4-氨基水楊酸 （英語：4-Aminosalicylic acid，也稱為對氨基水楊酸 (英語：para-aminosalicylic acid，簡稱PAS)），以Paser等品牌於市面銷售，是一種抗生素，主要用於治療結核病。特別是將它與其他結核病管理藥物共同使用，以治療具抗藥性的活動性結核病。它也被用作二線藥物，替代柳氮磺吡啶，用於治療潰瘍性結腸炎和克隆氏症等罹患炎症性腸病的患者。此藥物係透過口服的方式給藥。
使用此藥物常見的副作用有噁心、腹痛和腹瀉。其他副作用可能有肝炎和過敏反應。不建議處於慢性腎臟病末期的患者使用。雖然個體於懷孕期間使用似乎不會對胎兒造成傷害，但尚未對該族群做過充分研究。 4-氨基水楊酸被認為是透過阻斷細菌製造葉酸的功能來發揮作用。
4-氨基水楊酸於1902年首次被合成，並於1940年代早期開始進入醫療用途。它已被列入世界衛生組織基本藥物清單之中。

## 醫療用途
4-氨基水楊酸的主要用途是用於治療結核病之用。
此藥物在美國是與其他活性藥物合併使用以治療結核病。
在歐盟，此藥物與其他藥物聯合使用，用於治療患有多重抗藥性結核病的成人和年齡在28天以上的兒童，前提是其他不含此藥物的療法已不可用，原因可能是疾病對原有療法有抗藥性，也可能是原有療法會造成副作用。

### 結核病
4-氨基水楊酸於1944年被嘗試用於治療結核病的臨床用途（參見本文歷史一節）。此藥物是繼鏈黴素之後，第二種能有效治療結核病的藥物。在利福平和吡嗪醯胺問世之前，4-氨基水楊酸是結核病標準治療法中所用的一種藥物。
但4-氨基水楊酸藥效不如目前治療結核病的五種一線藥物（異煙肼、利福平、乙胺丁醇、吡嗪醯胺、鏈黴素），且成本較高，但對治療抗多藥性結核病仍有其功效。4-氨基水楊酸通常均為與其他抗結核藥物合併使用。
治療結核病時所使用的劑量為150毫克/公斤/天，每日分2至4次服用，因此成人的常用劑量約為每天服用4次，每次劑量為2至4克。在美國，此藥物由藥廠Jacobus Pharmaceutical銷售，商品名稱為"Paser"，4克一包，顆粒狀，屬緩釋型。此藥物應與酸性食物或飲料（柳橙汁、蘋果汁或番茄汁）配合服用。 4-氨基水楊酸曾經與異煙肼組成複方藥物形式販售，當時的商品名為Pasinah或是Pycamisan 33。
4-氨基水楊酸於1994年6月在美國獲得美國食品藥物管理局（FDA）批准用於醫療用途，並於2014年4月在歐盟獲得批准用於醫療用途。

### 炎症性腸病
4-氨基水楊酸也曾被用於治療炎症性腸病（潰瘍性結腸炎和克隆氏症），但其目前已被柳氮磺吡啶和美沙拉嗪等其他藥物所取代。

### 其他
4-氨基水楊酸已被研究用於排除人體內錳的螯合療法，有項歷經17年的追蹤研究顯示它可能優於其他螯合方案（例如採用乙二胺四乙酸的）。

## 副作用
此藥物常會引發消化道副作用（噁心、嘔吐、腹瀉），可使用延遲釋放製劑以克服此種問題。此藥物也是引發使用者發生肝炎的一個原因。有葡萄糖-6-磷酸去氫酶缺乏症的患者應避免服用此類氨基水楊酸，因為其會導致溶血反應。此藥物也會產生甲狀腺腫的副作用，因為其會抑制甲狀腺激素合成。
與其他藥物發生交互作用的情況包括與苯妥英一起服用時，會將體內苯妥英水平升高，與利福平一起服用時，個體血液中的利福平濃度會下降約一半。
FDA將4-氨基水楊酸歸類為妊娠C類，表示尚不清楚此藥物是否會對胎兒造成傷害。

## 藥理學
4-氨基水楊酸經加熱後會發生去羧反應，生成二氧化碳和3-氨基苯酚。

### 作用方式
4-氨基水楊酸已被證明是種前藥，透過二氫蝶酸合成酶（DHPS）和二氫葉酸合成酶(DHFS) 摻入葉酸途徑，生成羥基二氫葉酸（ (Hydroxy-H2Pte和Hydroxy-H2PteGlu)）抗代謝物，與二氫葉酸競爭二氫葉酸還原酶 (DHFR) 的結合位點。 Hydroxy-H2PteGlu與二氫葉酸還原酶結合後將阻斷酵素活性。

### 作用機轉
一些研究顯示4-氨基水楊酸的主要抗結核作用是透過破壞葉酸代謝途徑來達成。

### 抗藥性
醫界最初認為對4-氨基水楊酸的抗藥性來自於影響二氫葉酸還原酶（DHFR）的突變，後來發現這是由影響二氫葉酸合成酶（DHFS）活性的突變所引起，而導致破壞葉酸代謝途徑的作用無法發揮。

## 歷史
4-氨基水楊酸由Seidel和Bittner兩位於1902年首次合成。瑞典化學家越根·禮門在發現结核菌能大量代謝水楊酸後，重新發現這種化合物的抗结核活性。越根·禮門於1944年底首次嘗試以4-氨基水楊酸作為口服治療結核病的藥物，第一位接受治療患者的病情發生戲劇性好轉，而證明這種藥物的作用比鏈黴素更好，鏈黴素具有耳毒性，且結核菌很容易對其產生抗藥性。 英國醫學研究委員會的研究人員於1948年證明鏈黴素和4-氨基水楊酸聯合治療，比使用任何單一藥物更為有效，並確立採聯合治療結核病的原則。

## 其他名稱
4-氨基水楊酸有許多名稱，包括para-aminosalicylic acid、p-aminosalicylic acid和4-ASA等。

## 延伸閱讀
- . Tuberculosis. March 2008, 88 (2): 137–138. PMC 1822430 . PMID 18486053. doi:10.1016/S1472-9792(08)70019-2 .

## 外部連結
- . Drug Information Portal. U.S. National Library of Medicine.   [2024-05-04]. （原始内容存档于2020-08-07）.